# Qonto (необанк)
Конто (фр. Qonto) — французька установа онлайн-платежів для фрілансерів та малих та середніх підприємств.
Компанія з фінансових технологій була заснована в 2016 році, а початковий продукт був запущений у липні 2017 у Франції.
З 2019 послуга була поширена на Іспанію, Німеччину та Італію.

## Історія
Компанія була створена в квітні 2016.
У січні 2017 залучив 1,6 мільйона євро в початковому раунді від Alven Capital та Valar Ventures мільярдера Пітера Тіля та кількох бізнес-ангелів.
У липні 2017 залучила ще 10 мільйонів євро від існуючих інвесторів Valar Ventures і Alven Capital і запустила свою послугу. Через шість місяців після запуску сервісом користувалися 5 000 компаній, а в квітні 2018 року у Qonto було понад 10 000 клієнтів.
У липні 2018 отримала ліцензію на роль платіжної установи від Управління пруденційного нагляду та дозволів Франції. Qonto не має банківської ліцензії.
У вересні 2018 року Qonto залучила ще 20 мільйонів євро від існуючих інвесторів (Valar Ventures і Alven Capital). Інвестором став і Європейський інвестиційний банк.
У січні 2020 року Qonto залучила раунд фінансування в розмірі 115 мільйонів доларів на чолі з DST Global та Tencent. У березні 2021 року сервісом користувалися понад 150 000 компаній. Під час пандемії коронавірусу онлайн-банк збільшив свій бізнес-портфель майже вдвічі.

## Обслуговування
Qonto — це необанк для фрілансерів та малого та середнього бізнесу.
Qonto пропонує професійний поточний рахунок, платіжні картки та функції, які полегшують банківську діяльність та бухгалтерський облік для компаній.

## Компанія
Компанія базується в Парижі та мала понад 300 співробітників у січні 2021 року. 
KPMG & H2 Ventures назвала Qonto однією з 50 зірок глобального фінансового розвитку. З лютого 2021 року Qonto є єдиним необанком, включеним до престижного індексу Next40, що об'єднує найперспективніші молоді компанії французької технологічної галузі. Qonto посів дев'яту позицію в рейтингу Linkedin Top Startups 2020, серед 25 найкращих стартапів у Франції.